# Melanoplus tristis
Melanoplus tristis är en insektsart som beskrevs av Bruner, L. 1904. Melanoplus tristis ingår i släktet Melanoplus och familjen gräshoppor. Inga underarter finns listade i Catalogue of Life.